# Tacht-i Sulaiman (Pakistan)
Der Tacht-i Sulaiman („Thron des Salomo“), alternativer Name Obasta Tsukai, ist einer der höchsten Berge des Sulaimangebirges im Westen von Pakistan.
Der Tacht-i Sulaiman befindet sich an der Grenze zwischen der Provinz Belutschistan im Westen und dem Distrikt Dera Ismail Khan im Osten, der den südlichsten Teil der Provinz Khyber Pakhtunkhwa bildet. Der Berg hat eine Höhe von 3452 m (nach anderen Quellen 3378 m oder 3487 m).   